# Sue Island
Sue Island, auch als Warraber oder Warraber Island bekannt, ist eine Insel in der Mitte der Torres Strait, einer Wasserstraße zwischen Australien und Papua-Neuguinea. Die Insel liegt im Westen einer 11,25 km² großen Riffplatform. Die Insel verfügt über eine rund 700 Meter lange Start- und Landebahn für Kleinflugzeuge und eine Grundschule.

## Geographie
Sue ist eine kleine Koralleninsel, die kaum einen Meter über die Wasseroberfläche ragt. Die Landfläche der Insel beträgt etwa 74 Hektar.
Sue Island liegt zwischen den unbewohnten Inselchen Bet Island, das 6,3 km nördlich jenseits des Vigilant Channel liegt, und Poll Island 4,9 km südlich, und bildet mit diesen die „Three Sisters“ genannte Inselgruppe. Geographisch zählen diese zum Archipel der Torres-Strait-Inseln, verwaltungstechnisch  zu den Central Islands, einer Inselregion im Verwaltungsbezirk Torres Shire von Queensland.
Von Thursday Island, der Hauptinsel in der Torres Strait, ist Sue Island etwa 80 km entfernt.

## Bevölkerung
Die Einwohnerzahl betrug laut der Volkszählung aus dem Jahre 2016 245. Die daraus resultierende Bevölkerungsdichte lag dementsprechend bei 28 Einwohnern pro Quadratkilometern.
Alle Personen leben im Hauptort Warraber. Der Rest der Insel ist unbewohnt. Sie ist die einzige bewohnte und auch große Insel der The Three Sisters Inselgruppe. Der Anteil der Indigenen Bevölkerung (Torres-Strait-Islanders) liegt bei fast 97 %. Die Indigene Bevölkerung von Sue Island gehören zur Volksgruppe der Kulkalaig.